# Wien Oberdöbling
Wien Oberdöbling egy ausztriai vasútállomás Bécs 19. kerületében, Döblingben.

## Forgalom
| Vonal | Útvonal |
| ----- | --- |
| S45   | Wien Handelskai – Wien Heiligenstadt – Wien Oberdöbling – Wien Krottenbachstraße – Wien Gersthof – Wien Hernals – Wien Ottakring – Wien Breitensee – Wien Penzing – Wien Hütteldorf |

## Megközelítése közösségi közlekedéssel
- Villamos:  38
- Autóbusz:  39A